# أولغا كوزنتسوفا
أولغا كوزنتسوفا (الروسية: Ольга Кузнецова) هي منافسة ألعاب القوى روسية، ولدت في 23 أكتوبر 1967.

## وصلات خارجية
- أولغا كوزنتسوفا على موقع الاتحاد الدولي لألعاب القوى (الإنجليزية)